# Lista terytoriów Rzeszy
Lista terytoriów Świętego Cesarstwa Rzymskiego zawiera terytoria, które należały do Rzeszy albo były z nią związane.

## Księstwa Rzeszy
Terytoriami bezpośrednio podległymi cesarzowi, rządzili książęta Rzeszy. „Państewka” przez nich rządzone to
- królestwa (Królestwo Czech, od 1701 także Królestwo Prus),
- elektoraty,
- arcyksięstwa,
- księstwa (Fürstentum),
- księstwa (Herzogtum),
- marchie,
- hrabstwa,
- palatynaty,
- landgrafostwa,

„Udzielne” w Rzeszy były też m.in. terytoria kościelne podległe świeckiej władzy zwierzchników kościelnych (niem. Reichsstift). Były to:
- księstwa arcybiskupie (Erzstift),
- księstwa biskupie (Hochstift),
- prałactwa Rzeszy (Reichsprälaturen), w tym:
  - opactwa Rzeszy (Reichabtei)
  - probostwa książęce (Fürstpropst).

Odrębną grupę samodzielnych podmiotów stanowiły:
- wolne miasta Rzeszy
- kantony Szwajcarii

## A
1. Aach (państwo)
2. Aalen (wolne miasto Rzeszy)
3. Aalst (hrabstwo), B
4. Aarberg (hrabstwo)
5. Abensberg (hrabstwo)
6. Akwizgran (wolne miasto Rzeszy)
7. Alzacja (hrabstwo ziemskie), F
8. Altena (hrabstwo)
9. Andechs (hrabstwo)
10. Anhalt (hrabstwo, księstwo F)
11. Anhalt-Aschersleben (hrabstwo, księstwo F)
12. Anhalt-Bernburg (hrabstwo, księstwo (F), księstwo H)
13. Anhalt-Dessau (hrabstwo, księstwo (F), księstwo H)
14. Anhalt-Köthen (księstwo (F), księstwo (H)
15. Anhalt-Zerbst (księstwo F)
16. Anholt (państwo)
17. Ansbach (marchia, księstwo F)
18. Appenzell (kanton, CH)
19. Arenberg (państwo, hrabstwo, księstwo H)
20. Arnsberg (hrabstwo)
21. Artois (hrabstwo), F
22. Augsburg (biskupstwo)
23. Augsburg (wolne miasto Rzeszy)
24. Austriacka (marchia, arcyksięstwo), A, CZ

## B
1. Baden-Baden (marchia, wielkie księstwo H)
2. Baden-Durlach (margrabstwo)
3. Badeńskie (hrabstwo), CH
4. Bamberskie (biskupstwo)
5. Bar (hrabstwo, księstwo H), F
6. Bawarskie (Baiern) (księstwo H), D, A
7. Bawaria-Ingolstadt (księstwo H)
8. Bawaria-Landshut (księstwo H)
9. Bawaria-Monachium (księstwo H)
10. Bayreuth (marchia, księstwo F)
11. Bazylea (wolne miasto Rzeszy), CH
12. Bazylejskie (biskupstwo, biskupstwo książęce), CH
13. Bentheim (hrabstwo)
14. Berchtesgaden (probostwo książęce)
15. księstwo Bergu (hrabstwo, księstwo (H), wielkie księstwo H)
16. Berno (wolne miasto Rzeszy), CH
17. Biberach (wolne miasto Rzeszy)
18. Biel (miejscowość dołączona), CH
19. Bitburg (probostwo)
20. Blankenburg (hrabstwo, księstwo Rzeszy F)
21. Brabancja (Gauhrabstwo, hrabstwo ziemskie, księstwo H), NL, B
22. marchia Brandenburska, Brandenburgia-Prusy (marchia, elektorat)
23. Brunszwickie (księstwo H)
24. Brunszwicko-Cellskie (księstwo F)
25. Brunszwik-Lüneburg (księstwo (F), księstwo H)
26. Brunszwicko-Wolfenbüttelskie (księstwo (F), księstwo H)
27. księstwo Bremy (arcybiskupstwo, księstwo H)
28. Brema (wolne miasto Rzeszy)
29. Księstwo Breńskie
30. księstwo brzeskie (księstwo F), PL
31. Brixen (biskupstwo), I
32. Buchau (Reichsstift), D
33. Burgau (marchia)
34. Burgundzkie (królestwo, księstwo (H), wolne hrabstwo, Palatynat), F, CH, B, L, NL
35. Bytomskie (Mniejsze państwo stanowe), PL

## C
1. Cambrai (biskupstwo, biskupstwo), F
2. Cambrai (wolne miasto Rzeszy), F
3. Castell (hrabstwo)
4. Ziemia chełmińska (kraina), PL
5. Chiemsee (biskupstwo)
6. Churskie (biskupstwo), CH
7. Coburskie (księstwo F)
8. Corvey (opactwo Rzeszy, biskupstwo książęce)
9. Czechy (księstwo (H), królestwo), CZ

## D
1. Dagstuhl (państwo)
2. Daun (Urząd)
3. Delmenhorst (hrabstwo)
4. Diepholz (hrabstwo)
5. Diez (hrabstwo)
6. Dinkelsbühl (wolne miasto Rzeszy)
7. Disentis (opactwo Rzeszy), CH
8. Dithmarschen (Republika chłopska)
9. Dolna Austria (kraj), A
10. Dolna Bawaria (księstwo H)
11. Dolnołużycka (marchia)
12. Dolnośląskie (księstwo H)
13. Donauwörth (wolne miasto Rzeszy)
14. Dortmund (wolne miasto Rzeszy)
15. Duisburg (wolne miasto Rzeszy)
16. Drenthe (hrabstwo), NL

## E
1. Echternach (opactwo Rzeszy), L, D
2. Egerland (kraj Rzeszy), CZ
3. Eichstätckie (biskupstwo)
4. Einsiedeln (opactwo Rzeszy), CH
5. Elchingen (opactwo Rzeszy, Reichsstift)
6. Ellwangen (Fürstpropstei)
7. Engelberg (opactwo), CH
8. Eppstein (państwo)
9. Erbach (państwo, hrabstwo)
10. Erfurt (wolne miasto Rzeszy)
11. Warmińskie (biskupstwo, biskupstwo książęce), PL, R
12. Essen (opactwo Rzeszy, opactwo uksiężone)
13. Esslingen (wolne miasto Rzeszy)

## F
1. Flandria (hrabstwo), B, F, NL
2. Frankońskie (księstwo H)
3. Frankfurt (wolne miasto Rzeszy)
4. Freiburg im Uechtland (wolne miasto Rzeszy), CH
5. Fryzyńskie (biskupstwo)
6. Friedberg (Hessen) (wolne miasto Rzeszy)
7. Fryburskie (hrabstwo)
8. Fryzja (kraj, kraina)
9. Fryzja Wschodnia (hrabstwo Rzeszy, księstwo F)
10. Fulda (opactwo, opactwo Rzeszy, biskupstwo)
11. Fürstenberg (księstwo F)

## G
1. Gandersheim (uksiężone opactwo)
2. Geldria (hrabstwo, księstwo H), D, NL
3. Gdańsk (Miasto), PL
4. Genewskie (hrabstwo), CH, F
5. Genewskie (biskupstwo), CH, F
6. Genewa (Miasto), CH
7. Gimborn, hrabstwo
8. Glarus (), CH
9. księstwo głogowskie (księstwo (F), księstwo H), PL
10. Gorycji (hrabstwo, uksiężone hrabstwo), I, SLO
11. Goslar (wolne miasto Rzeszy)
12. Górnoalzackie (hrabstwo ziemskie), F
13. Górna Bawaria (księstwo H)
14. Górnoaustriackie (arcyksięstwo), A
15. Górnołużyckie (marchia)
16. Górny Palatynat (Palatynat)
17. Górnośląskie (księstwo H), PL
18. Gryzonia, CH
19. Greyerz (hrabstwo), CH

## H
1. Hadeln (kraj)
2. Haguenau (wolne miasto Rzeszy), F
3. Halberstadzkie (biskupstwo, księstwo F)
4. Hamburg (wolne miasto Rzeszy)
5. Hanau-Lichtenberg (hrabstwo), D, F
6. Hanau-Münzenberg (hrabstwo)
7. Hanowerskie (księstwo (F), księstwo (H), elektorat)
8. Harlinger Land (kraj)
9. Hatzfeld (państwo)
10. Heilbronn (wolne miasto Rzeszy)
11. Heiligenberg (hrabstwo, hrabstwo ziemskie)
12. Henneberg (hrabstwo)
13. Hennegau (hrabstwo), F, B
14. Herford (wolne miasto Rzeszy)
15. Hersfeld (opactwo Rzeszy, księstwo F)
16. Heskie (hrabstwo ziemskie, elektorat)
17. Hesja-Darmstadt (hrabstwo ziemskie)
18. Hesja-Homburg (hrabstwo ziemskie)
19. Hesja-Kassel (hrabstwo ziemskie)
20. Hesja-Marburg (hrabstwo ziemskie)
21. Hesja-Rheinfels (hrabstwo ziemskie)
22. Hildesheimskie (biskupstwo)
23. Hohenberg (hrabstwo)
24. Hohenlohe (hrabstwo, księstwo F)
25. Hohenwaldeck (hrabstwo)
26. Hohenzollern-Hechingen (księstwo F)
27. Hohenzollern-Sigmaringen (księstwo F)
28. Hohnstein (hrabstwo)
29. Holland (hrabstwo), NL
30. Holsztyn (hrabstwo, księstwo H od 1474)
31. Hoya (hrabstwo)

## I
1. Isenburg (hrabstwo, hrabstwo F)
2. Isny (wolne miasto Rzeszy)

## J
1. księstwo jaworskie (księstwo F), PL
2. Jever (państwo)
3. księstwo Jülich (hrabstwo, marchia, księstwo H) – Jülich-Kleve-Berg

## K
1. Kamieńskie (biskupstwo, księstwo F), PL
2. księstwo karniowskie (księstwo H), CZ
3. Karyntia (księstwo H), A, SLO
4. Katzenelnbogen (hrabstwo)
5. Kaufbeuren (wolne miasto Rzeszy)
6. Kehdingen (kraj)
7. Kempten (uksiężone opactwo)
8. Kempten (Allgäu) (wolne miasto Rzeszy)
9. księstwo Kleve (hrabstwo, księstwo H)
10. Kłodzkie (hrabstwo), PL
11. Kniphausen (państwo)
12. Kolonia (wolne miasto Rzeszy)
13. Elektorat Kolonii (biskupstwo/elektorat)
14. Konstanckie (biskupstwo), D, CH
15. Kraina (księstwo H), SLO
16. Kwedlinburg (opactwo)
17. Kyburg (hrabstwo), CH

## L
1. Landsberg (marchia, księstwo F)
2. Landskron, Rycerstwo Rzeszy
3. Lauenburskie (księstwo H)
4. Lozańskie (biskupstwo), CH
5. Leiningen (hrabstwo, księstwo F)
6. Leodium (biskupstwo), B
7. Leuchtenberg (hrabstwo ziemskie)
8. Leutkirch (wolne miasto Rzeszy)
9. Lichtenberg (państwo, hrabstwo), F
10. Liechtenstein (księstwo F), FL
11. Księstwo legnickie (księstwo F), PL
12. Limburskie (księstwo H), B, NL
13. Lindau (Klasztor Rzeszy, opactwo Rzeszy)
14. Lindau (wolne miasto Rzeszy)
15. Hrabstwo Lingen (hrabstwo)
16. Lippe (hrabstwo, księstwo F)
17. Lorsch (opactwo Rzeszy)
18. Lotaryńskie (księstwo H), F
19. Lubeskie (biskupstwo, księstwo F)
20. Lubeka (wolne miasto Rzeszy)
21. Lüneburg (księstwo F)
22. Lucerna (Klasztor, Miasto, miejscowość skonfederowana), CH
23. Luksemburg (hrabstwo, księstwo H), L, D, B

## M
1. Maden hrabstwo
2. Arcybiskupstwo magdeburskie, księstwo H)
3. Manderscheid (Urząd, państwo, hrabstwo)
4. Mansfeld (hrabstwo)
5. Mark (hrabstwo)
6. Meklemburskie (księstwo (F), księstwo H)
7. Mecklembursko-Swarzyńskie (księstwo H)
8. Mecklembursko-Strzeleckie (księstwo H)
9. Memmingen (wolne miasto Rzeszy)
10. Merseburskie (biskupstwo, księstwo H)
11. Metz (biskupstwo, biskupstwo książęce), F
12. Metz (wolne miasto Rzeszy), F
13. Milickie (państwo stanowe), PL
14. Miluza (wolne miasto Rzeszy), F
15. Minden (biskupstwo, biskupstwo książęce, księstwo F)
16. Miśnieńskie (biskupstwo)
17. Miśnieńska (marchia)
18. Moers (hrabstwo, księstwo F)
19. arcybiskupstwo Moguncji
20. biskupstwo Münster (biskupstwo)
21. Montbéliard (hrabstwo, hrabstwo Rzeszy), F
22. Montfort (hrabstwo), A, CH, D
23. Morawska (marchia), CZ
24. Mühlhausen/Thüringen (wolne miasto Rzeszy)
25. Muri (opactwo), CH
26. Mysłowickie (mniejsze państwo stanowe), PL

## N
1. Namur (hrabstwo), B
2. Nassau (hrabstwo, księstwo H)
3. Nassau-Dillenburg (hrabstwo)
4. Nassau-Oranien (księstwo F)
5. Nassau-Weilburg (hrabstwo)
6. Naumburskie (biskupstwo)
7. Księstwo Neuburg (księstwo F)
8. Neuenburg/Neuchâtel (hrabstwo, księstwo F), CH
9. Nordhausen (wolne miasto Rzeszy)
10. Nördlingen (wolne miasto Rzeszy)
11. Norymberga – hrabstwo zamkowe
12. Norymberga (wolne miasto Rzeszy)
13. Nowa Marchia (marchia), PL

## O
1. Księstwo oleśnickie (księstwo (F), księstwo H), PL
2. Oettingen (hrabstwo, księstwo F)
3. Oldenburskie (hrabstwo, księstwo (H), wielkie księstwo H)
4. Księstwo opawskie (księstwo F), CZ, PL
5. Księstwo opolskie (księstwo H), PL
6. Orania (hrabstwo, księstwo H), F
7. Orlamünde (hrabstwo)
8. Ortenburg (hrabstwo)
9. Osnabrückie (biskupstwo)

## P
1. Paderborńskie (biskupstwo, biskupstwo książęce)
2. Palatynat reński (dolny)
3. Palatynat Górny (bawarsko-frankoński)
4. Palatynat saski
5. Pfalz-Neuburg (księstwo (F), księstwo H)
6. Pfalz-Simmern (księstwo F)
7. Pfalz-Zweibrücken (hrabstwo, księstwo (F), księstwo H)
8. Pommerellen (Pomorze Gdańskie) (księstwo H), PL
9. Księstwo pomorskie (księstwo H) D, PL
10. Pszczyńskie (państwo stanowe)
11. Pruskie (księstwo) (H), (królestwo), D, PL, R, LT, CZ
12. Prusy Zachodnie (kraina), PL
13. Prüm (opactwo książęce) D, F, B, NL, L
14. Prignitz (kraina)

## Q
1. Querfurt (księstwo F)

## R
1. Rantzau (hrabstwo)
2. księstwo raciborskie (księstwo H), PL
3. Ratyzbona (wolne miasto Rzeszy)
4. Ratyzbońskie (biskupstwo)
5. Ratzeburskie (biskupstwo książęce, księstwo (F), kraj)
6. Ravensberskie (hrabstwo)
7. Ravensburg (wolne miasto Rzeszy)
8. Recklinghausen (Vest)
9. Regenstein (hrabstwo)
10. Reichenau (królewski Klasztor)
11. Reuß (hrabstwo, księstwo (F), państwo)
12. Reutlingen (wolne miasto Rzeszy)
13. Riedesel zu Eisenbach (państwo)
14. Rieneck (hrabstwo)
15. Rietberg (hrabstwo)
16. Roztoki (księstwo F)
17. Rothenburg (wolne miasto Rzeszy)
18. Rottweil (wolne miasto Rzeszy)
19. Rugia (księstwo F)
20. Runkel (państwo)
21. Ruppin (państwo, hrabstwo)
22. Rüstringen (kraj)

## S
1. Saarbrücken (hrabstwo)
2. księstwo Saksońskie H)
3. Sachsen (elektorat)
4. Salem (opactwo, Reichsstift)
5. Salm (hrabstwo, księstwo F), D, B, L, F
6. Salzburg (arcybiskupstwo), A
7. Sankt Gallen (opactwo, miejscowość dołączona), CH
8. Sankt Gallen (wolne miasto Rzeszy, miejscowość dołączona), CH
9. Sabaudzkie (hrabstwo, księstwo H), F
10. Saksonia-Altenburg (księstwo H)
11. Saksonia-Coburg (księstwo H)
12. Saksonia-Coburg-Gotha (księstwo H)
13. Saksonia-Eisenach (księstwo F)
14. Saksonia-Eisenberg (księstwo F)
15. Saksonia-Gotha (księstwo H)
16. Saksonia-Lauenburg (księstwo H)
17. Saksonia-Meiningen i Hildburghausen (księstwo H)
18. Saksonia-Merseburg (księstwo H)
19. Saksonia-Römhild (księstwo H)
20. Saksonia-Coburg-Saalfeld (księstwo H)
21. Saksonia-Weimar (księstwo H)
22. Saksonia-Weimar-Eisenach (księstwo H)
23. Saksonia-Weißenfels (księstwo H)
24. Saksonia-Wittenberg (księstwo H)
25. Saksonia-Zeitz (księstwo H)
26. Sayn (hrabstwo)
27. Schaumburg (hrabstwo)
28. Schaumburg-Lippe (hrabstwo, księstwo F)
29. Szlezwik (biskupstwo), D, DK
30. Szlezwik (księstwo H), D, DK
31. Schmalkalden (państwo)
32. Schönburg (państwo, hrabstwo)
33. Schwäbisch Gmünd (wolne miasto Rzeszy)
34. Schwäbisch Hall (wolne miasto Rzeszy)
35. Schwalenberg (hrabstwo)
36. Schwarzburg (hrabstwo, księstwo F)
37. Schwarzburg-Rudolstadt (hrabstwo, księstwo F)
38. Schwarzburg-Sondershausen (hrabstwo, księstwo F)
39. Schweinfurt (wolne miasto Rzeszy)
40. Swarzyńskie (hrabstwo)
41. Swarzyńskie (biskupstwo, księstwo F)
42. Schwyz (miejscowość skonfederowana), CH
43. Siedmiogrodzkie (księstwo F), RO
44. Sitten (biskupstwo), CH
45. Soest (wolne miasto)
46. Solms (państwo, hrabstwo)
47. Solura (wolne miasto Rzeszy, miejscowość skonfederowana), CH
48. Spirskie (biskupstwo)
49. Spira (wolne miasto Rzeszy)
50. Sponheim (hrabstwo)
51. Stargard (państwo, kraj związkowy)
52. Stedingen (kraina, Wolna gmina chłopska)
53. Steinfurt (państwo, hrabstwo)
54. księstwo szczecińskie (księstwo H), D, PL
55. Stolberg (Harz) (hrabstwo)
56. Sztormarn (kraina)
57. Styria (księstwo H), A, SLO
58. Strasburskie (biskupstwo), F
59. Strasburg (wolne miasto Rzeszy), F
60. Sundgau (hrabstwo), F
61. Wartenberg (państwo stanowe), PL
62. Szafuza (wolne miasto Rzeszy, miejscowość skonfederowana), CH
63. Szwabskie (księstwo H)
64. Szwajcaria (Konfederacja), CH

## Ś
1. Śląskie (księstwo H), PL
2. Świdnica (księstwo F), PL

## T
1. Tarasp (państwo)
2. Teck (księstwo H)
3. Tecklenburg (hrabstwo)
4. Turgowia (hrabstwo ziemskie, państwo), CH
5. Turyńskie (hrabstwo ziemskie)
6. Tyrol (hrabstwo, uksiężone hrabstwo), A, I
7. Toggenburg (hrabstwo), CH
8. Toul (biskupstwo), F
9. Toul (wolne miasto Rzeszy), F
10. Trewirskie (biskupstwo, arcybiskupstwo, elektorat), D, F, L
11. Trient (biskupstwo), I
12. Triest (Miasto), I
13. Tybińskie (hrabstwo, hrabstwo)

## U
1. Überlingen (wolne miasto Rzeszy)
2. Ulm (wolne miasto Rzeszy)
3. Unterwalden (miejscowość skonfederowana), CH
4. Utrechckie (biskupstwo), NL
5. Uznach (hrabstwo), CH

## V
1. Veldenz (hrabstwo, księstwo F)
2. Verdeńskie (biskupstwo, księstwo (F), księstwo H)
3. Verdun (wolne miasto Rzeszy), F
4. Vianden (hrabstwo), L, D
5. Vogtland (kraj Rzeszy)
6. Vorarlberg (wójtostwo ziemskie), A

## W
1. Waadt (państwo), CH
2. Waldburg (państwo, hrabstwo)
3. Waldeck (hrabstwo, księstwo F)
4. Wallis (miejscowość dołączona), CH
5. Wangen (wolne miasto Rzeszy)
6. Weimarskie (hrabstwo)
7. Weimar-Orlamünde (hrabstwo)
8. Weingarten (opactwo Rzeszy)
9. Weißenburg in Bayern (wolne miasto Rzeszy)
10. Wissembourg (wolne miasto Rzeszy), F
11. Werden (opactwo Rzeszy)
12. Werdenberg (hrabstwo), CH
13. Werdenfels (hrabstwo)
14. Werle (państwo, księstwo F)
15. Westerburg (państwo)
16. Westfalskie (księstwo H)
17. Wetzlar (wolne miasto Rzeszy)
18. Węgry (królestwo), H, A, SK, UA, RO, CS, PL
19. Wild- und Rheingrafschaft (hrabstwo)
20. Wirtemberskie (księstwo H)
21. Wittgenstein hrabstwo
22. Włoskie (królestwo), I
23. Wormackie (biskupstwo)
24. Wormacja (wolne miasto Rzeszy)
25. księstwo wrocławskie (księstwo H), PL
26. Wrocławskie (biskupstwo), PL
27. Wursten (kraj)
28. Würzburskie (biskupstwo)

## Z
1. Zelandia (hrabstwo), NL
2. księstwo zgorzeleckie (księstwo H)
3. Ziegenhain (hrabstwo)
4. Księstwo ziębickie (księstwo H), PL
5. Zug (miejscowość skonfederowana), CH
6. Zurych (miejscowość skonfederowana), CH
7. Zweibrücken (hrabstwo, księstwo H)
8. Zwiefalten (opactwo, opactwo Rzeszy)

## Ż
1. księstwo żagańskie (księstwo H), PL
2. Żmigrodzkie (państwo stanowe)